# 长寿桥
长寿桥位于中国江苏省常熟市虞山锦峰，是一座花岗石单跨石梁桥，跨拂水涧上，东西走向。长15米，宽1.5米。长寿桥始建于明，创建者为嘉靖年间礼部尚书、太子太保兼武英殿大学士严讷。清咸丰十年（1860年）庚申之劫战乱中毁损，光绪十七年（1891年）藏海寺僧道机重建。1982年11月17日，长寿桥公布为常熟市文物保护单位。 